# Schranne (Wien)

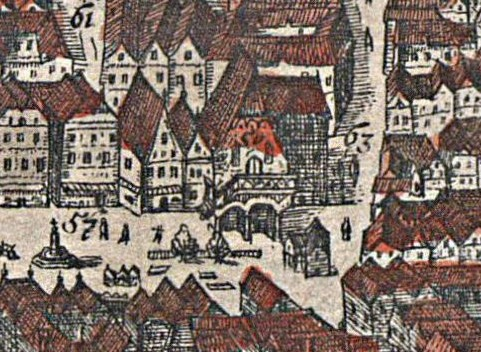
Die Schranne auf dem Hohen Markt im Jahr 1609

Die Schranne war über Jahrhunderte der Sitz des Stadt- und Landgerichts von Wien. 

## Geschichte
Seit Ende des 12. Jahrhunderts ist in Wien die Funktion eines Stadtrichters belegt, der im Bereich des Burgfrieds für Zivilprozesse zuständig war und für kleinere Strafsachen mit Geldbußen ahndete. Der Burgfried erstreckte sich neben dem Gebiet innerhalb der Stadtmauern auch auf einige Gebiete der Vorstädte. Zugleich übte der Richter auch die hohe Gerichtsbarkeit eines Landgerichts aus, dessen Zuständigkeit über den Burgfried hinausreichte. Die Schranne als Sitz des Wiener Stadt- und Landgerichts ist seit 1325 nachweisbar.
Bis Anfang des 14. Jahrhunderts dürfte sie sich auf der heutigen Adresse Tuchlauben 8 befunden haben. Dann befand sie sich vor der heutigen Adresse Hoher Markt 10–11. Nach einem Brand im Jahre 1437 wurde das Gerichtsgebäude 1438–41 als stattlicher spätgotischer Bau an der heutigen Adresse Hoher Markt 5 wieder errichtet. Vor dem Gerichtsgebäude, von dessen charakteristischem, über eine Freitreppe zugänglichen Balkon aus die Urteile verlesen wurden, stand der Pranger. Die Schranne verfügte auch über eine hauseigene Kapelle, „Zur Todesangst Christi“. 
1630 und 1740 wurde das Gerichtshaus umgebaut und durch Aufstockung vergrößert, aus dem einseitig und später beidseitig durch Außenstufen erreichbaren Balkon wurde eine klassizistische Loggia. 
1839 wurde das Kriminalgericht ins Landesgerichtsgebäude („Graues Haus“, heute Justizanstalt Wien-Josefstadt) in der Alservorstadt verlegt, 1848/51 das Zivilgericht aufgelöst. Danach wurde das geschichtsträchtige Gebäude abgebrochen und 1855 an seiner Stelle ein Wohnhaus mit schlichter, zur Tuchlauben hin abgerundeter Fassade errichtet. 
Anlässlich der Internationalen Theaterausstellung von 1892 im Prater wurde die mittelalterliche Schranne, wie sie bei Jacob Hoefnagel 1609 abgebildet erscheint, als Teil einer Inszenierung von Alt-Wien kurzzeitig und kulissenhaft wieder errichtet.